# Monastère de la Chozoviótissa
Le monastère de la Panagía Chozoviótissa (grec moderne : Μονή Παναγίας Χοζοβιώτισσας), également connu sous le nom de monastère de la Chozoviótissa (grec moderne : Μονή Χοζοβιώτισσας), est un monastère orthodoxe situé sur l'île d'Amorgós, en Grèce. Il est situé sur la côte est de l'île, à une distance d'environ un kilomètre à l'est du village principal d'Amorgós, Chóra.
Il tient son nom d'une icône considérée comme miraculeuse.

## Histoire

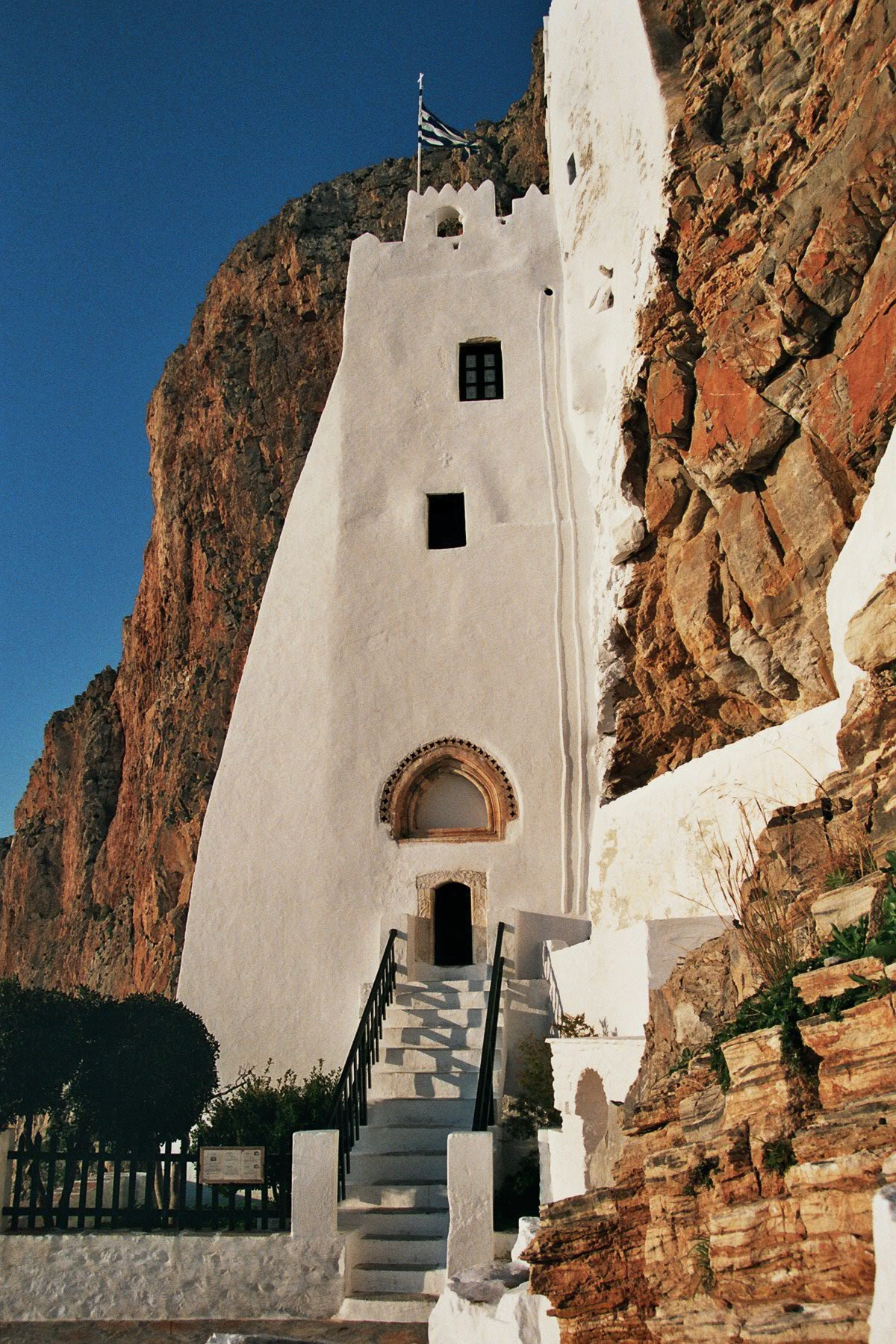
Vue de l'entrée du monastère.

Il existe au moins quatre versions de la tradition historique locale concernant la fondation du monastère, parfois contradictoires entre elles et avec d'autres sources.
L'analyse comparative des sources écrites, des données de la tradition orale et des documents historiques permet de dater de la première moitié du IXe siècle l'arrivée de l'icône et la fondation du noyau originel du monastère, la chapelle et quelques cellules aménagées dans des anfractuosités à proximité. Selon une tradition, ses premiers occupants sont originaires de Palestine, plus précisément du monastère de Khozová, également connu sous le nom de Kozibá ou Chozèbá, situé à proximité de Jéricho, d'où le monastère tire son nom. Selon une autre légende, le monastère, ou la chapelle qui s'y trouve à l'origine à son emplacement, est construit grâce à une icône échouée sur l'île après avoir été jetée à la mer en Palestine, au cours du IXe siècle, pendant la période de l'Iconoclasme,. Dans tous les cas, le monastère semble posséder au moins un lien historique avec la Palestine. Le monastère est considérablement agrandi au cours du XIe siècle, sur ordre de l'empereur Alexis Ier Comnène, et a donc pour date officielle d'établissement et de construction l'année 1088.
Le monastère connaît son apogée au cours de la période ottomane, notamment aux XVIe et XVIIe siècles ; il est alors à la tête d'importants domaines et dépendances sur Amorgos, en Crète, et sur les îles de Léros, Kalymnos, Samos, Astypalaia, Naxos, Paros, Ios, Anafi et Santorin, et possède en propre les îles (alors inhabitées et servant de pâturage) des petites Cyclades.

## Architecture
Le monastère est construit à flanc de falaise, à une altitude d'environ 300 mètres, grâce à quoi il est à l'abri des pirates et autres attaques ennemies. Le style du bâtiment du monastère est typique de l'architecture cycladique traditionnelle. Aujourd'hui, il est peint dans une couleur blanche typique, mais dans le passé, il était délibérément plus discret. Le bâtiment a une largeur d'environ 40 mètres et compte huit étages. À l'intérieur, le monastère est un « labyrinthe » composé de petites pièces et d'escaliers étroits. Des arcs en ogive indiquent une influence latine, au cours de la période vénitienne.
Les trésors du monastère comprennent plusieurs icônes, ainsi que des manuscrits anciens.
Le monastère d'Ágios Geórgios Valsamítis dépend du monastère de la Chozoviótissa.
Deux moines et un bénévole y vivent en permanence.